# 응우옌쑤언푹
응우옌쑤언푹(베트남어: Nguyễn Xuân Phúc, 阮春福, 완춘복, 1954년 7월 20일~)은 베트남의 정치인이다. 베트남의 대표적인 친한파로 평가받는 정치인으로서 한국 기업에 대한 찬사를 아끼지 않는 등 베트남과 한국 사이 우호적 관계를 이끄는 데 기여했다는 평가를 받는다. 2016년 4월부터 2021년 4월까지 베트남의 정부수상을 역임하였으며, 2021년 4월부터 2023년 1월까지는 베트남의 국가주석을 지냈다. 당시 베트남 국회는 본회의를 열어 푹 부수상을 새 수상으로 선임하는 안건을 96.26%의 찬성률로 가결시켰다.

## 생애
하노이 국민경제대학을 졸업했으며 꽝남 성에서 기획투자국장, 관광국장, 인민위원회 주석을 거쳐 국회대표, 정부문방 차장 겸 상임부주임, 정부문방 부장을 지냈다. 그는 정부문방에서 전임 수상의 개방 정책을 뒷받침했다. 그러나 2011년 7월 반부패, 공안, 국방, 법무를 총괄하는 부수상을 맡으면서 개방 가속화 과정에서 불거진 부패의 척결을 중시하며 전임 수상과 다소 거리를 둔 온건파로 분류된다.

### 베트남 주석 (2021~2023년)
2023년 1월 18일, 부패스캔들로 인해서 국가주석직에서 사임했다.
"푹 주석은 당과 국민들 앞에서 자신의 책임을 통감해 사직서를 제출하였습니다. 푹 주석 의견과 당 규정에 의해 그의 사임 의사에 동의합니다."— 2023년 1월 17일 베트남 공산당 중앙위원회

## 한국과의 관계
2019년 11월, 총리 시절 한국을 방문하였다.
"베트남 경제에 한국은 척추와 같다. 특히 한국 기업의 글로벌 차별성은 최고이다."— 2019년 11월 26일 매일경제신문과의 인터뷰 중에서

박진 외교부장관이 2022년 10월 베트남을 방문하여 푹 주석에게 윤석열 대통령의 푹 주석 방한 초청 친서를 전달하였고 같은 해 12월 4일부터 6일까지 국빈방한하였다.